# 7105 Yousyozan
A 7105 Yousyozan (ideiglenes jelöléssel 1977 DB1) a Naprendszer kisbolygóövében található aszteroida. H. Kosai, K. Hurukawa fedezte fel 1977. február 18-án.